# 지미 카
제임스 앤서니 패트릭 카(영어: James Anthony Patrick Carr, 1972년 9월 15일 ~ )는 잉글랜드의 코미디언이자 배우이다.

## 출연 작품
- 지미 카 - 퍼니 비즈니스 (2016)
- 매직 (2016)
- 더 필링 너츠 코미디 나이트 (2014)
- 델스타 (2008)
- 아이 원트 캔디 (2007)
- 컨페티 (2006)
- 에이리언 오텁시 (2006)
- 스톰브레이커 (2006)
- 코미디 센트럴 프리젠트 (1998)